# Podiceps
Podiceps is een geslacht van vogels uit de familie van de futen (Podicipedidae). De wetenschappelijke naam van het geslacht is voor het eerst geldig gepubliceerd in 1787 door Latham.

## Kenmerken
Volwassen exemplaren hebben in het voorjaar een opvallend verenkleed, zowel het mannetje als het vrouwtje. In de winter vallen veel van de "ornamenten" af en is het verenkleed valer gekleurd, meestal in wit- en grijstinten.

## Leefwijze
Ze nestelen aan de waterkant van meren, plassen en sloten. Meestal worden er twee eieren gelegd. De gestreepte kuikens worden soms op de rug van de moeder gedragen.
Alle soorten uit dit geslacht zijn uitstekende zwemmers en kunnen goed duiken. De bekendste soort is de fuut (Podiceps cristatus).

## Verspreiding
Soorten uit dit geslacht komen in een groot gedeelte van het noordelijk halfrond voor. Ze broeden in Eurazië en Amerika en trekken in de winter naar de kust of naar warmere oorden.

## Soorten
De volgende soorten zijn bij het geslacht ingedeeld:
- Podiceps auritus – Kuifduiker
- Podiceps cristatus – Fuut
- Podiceps gallardoi – Patagonische fuut
- Podiceps grisegena – Roodhalsfuut
- Podiceps major – Grote fuut
- Podiceps nigricollis – Geoorde fuut
- Podiceps occipitalis – Zilverfuut
- Podiceps taczanowskii – Puna-fuut

### Uitgestorven
- † Podiceps andinus – Andesfuut

## Fotogalerij

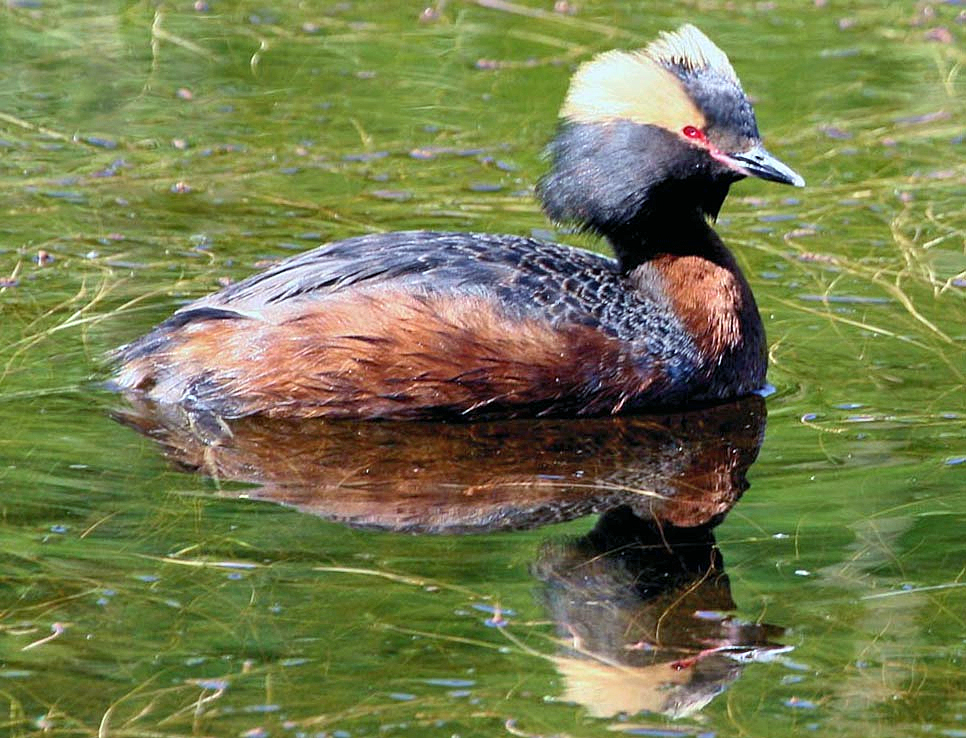
Kuifduiker
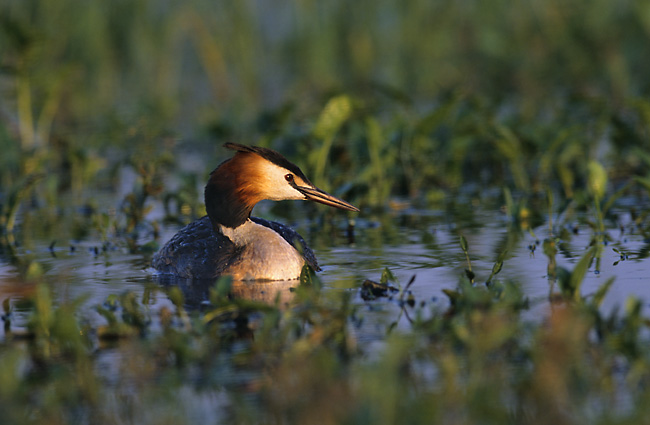
Fuut
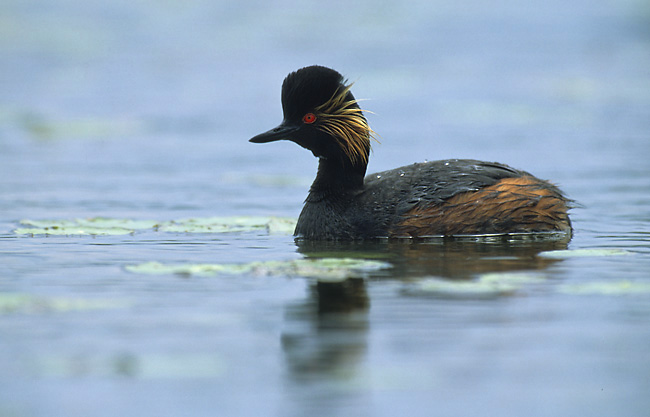
Geoorde fuut
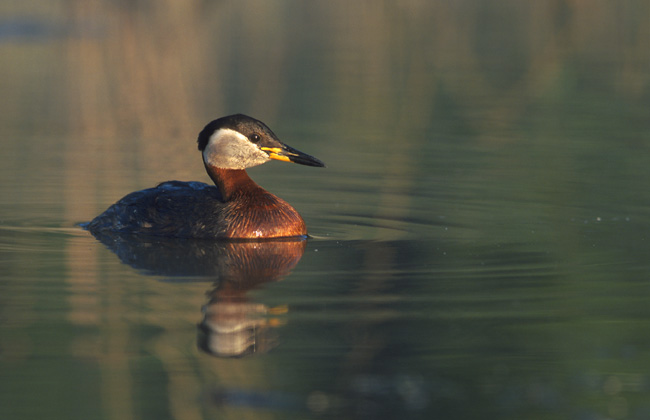
Roodhalsfuut